# Abdelhamid Ben Aljia
Abdelhamid Ben Aljia (arabe : عبد الحميد بنعلجية), parfois orthographié Ben Algia ou Benalgia, né le 8 septembre 1931 à Tunis et décédé le 19 septembre 2006, est un compositeur et chef d'orchestre tunisien.
Figure de proue de la musique tunisienne et du malouf, il demeure l'un des initiateurs du Festival de la chanson et de l'Union des musiciens tunisiens où se produisent des chanteurs et des compositeurs professionnels. Homme de radio, il se fait connaître avec Manoubi Snoussi, proche collaborateur du baron d'Erlanger, à un large public en participant à l'enregistrement et à la diffusion de près de 150 émissions sur Radio Tunis à propos de la musique de son pays.

## Jeunesse
Issu d'une famille aisée, bercée dans le milieu artistique, et d'un père proche d'Ahmed el-Wafi, Ben Aljia achève ses études secondaires au collège Sadiki de Tunis. Durant les années 1950, il étudie le malouf à La Rachidia avant de poursuivre ses études à l'Institut national de musique de Tunis où il approfondit ses connaissances en musique occidentale. Il en sort titulaire d'un diplôme de musique en 1955 et d'un diplôme de musique occidentale (spécialité en harmonie) en 1960.
Menant une carrière internationale de musicien et de pédagogue, il fonde en 1967 la troupe El Andalous. Il est alors un disciple d'Ali Banawès.

## De l'enseignement à la restauration du patrimoine
Ben Aljia enseigne la musique de 1957 à 1969 puis à nouveau durant l'année 1973 au cours de laquelle il est chargé de diriger la troupe de La Rachidia qui participe de la réhabilitation de nombreuses chansons du patrimoine tunisien.
En 1979, il entre à l'Établissement de la radiodiffusion-télévision tunisienne (ERTT) à la direction du département de la musique. Son passage est marqué par l'enregistrement des noubas du malouf tunisien ainsi que de mouachahs et de chants soufis et liturgiques (soulamiya).
Ben Aljia compose également la musique des génériques de plusieurs feuilletons radiophoniques et télévisés mais aussi de nombreux chants patriotiques et religieux et des variations sur le ney. Il procède également à des travaux de codification musicale des chansons. Il brille enfin en tant que chef d'orchestre en Tunisie comme à l'étranger (surtout dans les pays arabes).
Au terme de sa carrière, il est titulaire de plusieurs décorations honorifiques, pour avoir valorisé et enrichi le patrimoine tunisien via des créations originales inspirées des règles de la musique ifriquienne, et est considéré comme l'un des meilleurs professeurs et interprètes du nay.